# هرمان (میزوری)
هرمان، میزوری (به انگلیسی: Hermann, Missouri) یک شهر در ایالات متحده آمریکا است که در شهرستان گاسکوناد، میزوری واقع شده‌است.

## خصوصیات
هرمان ۷٫۰۲ کیلومترمربع مساحت و ۲٬۴۳۱ نفر جمعیت دارد و ۱۶۲ متر بالاتر از سطح دریا واقع شده‌است.

## خواهرخوانده
شهر باد آرولزن خواهرخواندهٔ هرمان، میزوری هست.